# Pucca
 (mars 2021).
Si vous disposez d'ouvrages ou d'articles de référence ou si vous connaissez des sites web de qualité traitant du thème abordé ici, merci de compléter l'article en donnant les références utiles à sa vérifiabilité et en les liant à la section « Notes et références ».

Titre de la franchise Pucca (logo).

Pucca (coréen : 뿌까), est une franchise de médias trans-générationnels créée en 2000 par la société sud-coréenne Vooz Co., Ltd et actuellement propriété de The Walt Disney Company. Une série télévisée du même nom (en) en a été tirée en 2000 puis une autre plus établie produite par le studio canadien Studio B Productions est sortie en 2006. En France, la première série a été diffusée dès le 14 février 2005 sur Jetix. La seconde série est diffusée dès le 14 septembre 2006 sur Jetix puis dès le 19 septembre 2007 sur France 3 dans l'émission Toowam.
Le personnage principal, Pucca, est une petite fille qui est désignée par une poupée russe âgée de 10 ans vivant et travaillant comme livreuse dans un restaurant chinois tenu par son père et 2 oncles. Elle est amoureuse d'un ninja de 12 ans nommé Garu. Pucca est née le 26 août. Garu est né le 9 décembre.
Ce dernier doit donc user de toutes ses pires ruses pour échapper à l'amour dévorant de sa dulcinée, car Pucca n'a qu'une seule obsession dans la vie : courir après Garu pour l'embrasser.
Parmi les personnages secondaires, on peut retrouver Mio le chat de Garu qui est souvent mis à contribution comme facteur des missives amoureuses ou Abyo, véritable sosie de Bruce Lee qui veut absolument affronter Garu en combat singulier ainsi que le premier quidam venu.
Avant d’être adoptée en Europe, Pucca a connu un incroyable succès en Corée et à travers toute l'Asie[réf. nécessaire], où elle est déjà culte[non neutre]. En Europe, la licence est exploitée par Jetix Consumer Products (filiale de Disney).

## Distribution

### Voix originales
- Tabitha St. Germain
- Chantal Strand
- Brian Dobson
- Michael Dobson
- French Tickner
- Shannon Chan-Kent
- Bill Mondy
- Brian Drummond
- Lee Tockar
- Dale Wilson
- Richard Newman
- Kathleen Barr
- Louis Chirillo
- Michael Daingereld

### Voix françaises
- Philippe Bellet
- Bérangère Jean
- Éric Péter
- Vincent De Bouard
- Alain Floret
- Lucile Boulanger : interprète du générique

- Studio de doublage : Chinkel Post-production
- Direction artistique : Bernard Demory
- Adaptation : Cécile Favre / Hélène Castets / Marie Fuchez / Christian Niemec / Carsten Toti

## Sooga
Sooga est une île qui se trouve entre la Chine et la Corée. C'est là que se trouvent le village de sooga et les poupées.